# Rajd Rzeszowski 2020
29. MARMA Rajd Rzeszowski – 29. edycja Rajdu Rzeszowskiego. To rajd samochodowy, który był rozgrywany od 6 sierpnia do 8 sierpnia 2020 roku. Bazą rajdu było miasto Rzeszów. Była to pierwsza runda rajdowych samochodowych mistrzostw Polski w roku 2020, druga runda Rajdowych mistrzostwa Słowacji i trzecia Mistrzostw FIA Strefy Europy Centralnej  (FIA CEZ). Tak późny start sezonu w tym roku spowodowany był odwołaniem wcześniejszych rajdów przez pandemię COVID-19.
Zwycięzcą rajdu został Fin Jari Huttunen jadący samochodem Hyundai i20 R5, drugiem miejsce zajął dwukrotny mistrz Polski Grzegorz Grzyb jadący Škodą Fabią Rally2 evo tracąc do zwycięzcy niecałe dziewięć sekund. Na trzecim miejscu dojechał Marcin Słobodzian, również na Hyundaiu i20 R5.

## Lista zgłoszeń[3]
Poniższa lista spośród 78 zgłoszonych zawodników obejmuje tylko zawodników startujących w najwyższej klasie 2 samochodami grupy R5 i wybranych zawodników startujących w klasie Open.
| Nr. | Kierowca            | Pilot                       | Zespół                         | Samochód               | Klasa    | Seria            |
| --- | ------------------- | --------------------------- | ------------------------------ | ---------------------- | -------- | ---------------- |
| 1   | Jari Huttunen       | Mikko Lukka                 | Hyundai Poland Racing          | Hyundai i20 R5         | 2        | Poland           |
| 2   | Grzegorz Grzyb      | Michał Poradzisz            | Rufa Sport                     | Škoda Fabia Rally2 evo | 2        | Poland, Slovakia |
| 3   | Martin Koči         | Imrich Ferencz              | Škoda Slovakia Motorsport      | Škoda Fabia Rally2 evo | 2        | Slovakia         |
| 4   | Tomasz Kasperczyk   | Damian Syty                 | Tiger Energy Drink Rallye Team | Volkswagen Polo GTI R5 | 2        | Poland, Slovakia |
| 5   | Sylwester Płachytka | Daniel Dymurski             |                                | Škoda Fabia Rally2 evo | 2        | Poland           |
| 6   | Peter Gavlák        | Emil Horniaček              | P.S.R. Rally Team              | Škoda Fabia Rally2 evo | 2        | Slovakia         |
| 7   | Igor Drotár         | Matúš Lejko                 | Drotár Autošport               | Škoda Fabia R5         | 2        | Slovakia         |
| 8   | Łukasz Kotarba      | Tomasz Kotarba              | BTH Import Stal Rally Team     | Citroën C3 R5          | 2        | Poland, Slovakia |
| 9   | Kacper Wróblewski   | Jakub Wróbel                | Rallytechnology                | Volkswagen Polo GTI R5 | 2        | Poland, Slovakia |
| 10  | Marcin Słobodzian   | Robert Hundla               | APRMotorsport                  | Hyundai i20 R5         | 2        | Poland, Slovakia |
| 12  | Łukasz Byśkiniewicz | Zbigniew Cieślar            |                                | Hyundai i20 R5         | 2        | Poland           |
| 14  | Jarosław Kołtun     | Ireneusz Pleskot            | Plon Rally Team                | Ford Fiesta R5 MkII    | 2        | Poland           |
| 15  | Marek Nowak         | Adam Grzelka                |                                | Ford Fiesta R5         | 2        | Poland           |
| 16  | Adam Stec           | Dariusz Zdanowicz           |                                | Ford Fiesta R5         | 2        | Poland           |
| 17  | Adrian Chwietczuk   | Marcin Hinz                 | Hołowczyc Racing               | Škoda Fabia Rally2 evo | 2        | Poland, Slovakia |
| 20  | Wojciech Chuchała   | Łukasz Włoch                | Martensport                    | Ford Fiesta Proto      | Open 4WD | Poland           |
| 21  | Łukasz Kabaciński   | Michał Kuśnierz             |                                | Ford Fiesta Proto      | Open 4WD | Poland           |
| 22  | Artur Rowiński      | Magdalena Tokarska-Rowińska |                                | Škoda Fabia Proto      | Open 4WD | Poland, Slovakia |

## Zwycięzcy odcinków specjalnych
| Dzień      | Numer odcinka | Nazwa odcinka | Długość             | Zwycięzca odcinka      | Samochód | Czas              | Lider rajdu |
| ---------- | ------------- | ------------- | ------------------- | ---------------------- | -------- | ----------------- | ----------- |
| 7 sierpnia |               |               |                     |                        |          |                   |             |
| OS1        | Pstrągowa 1   | 15,60 km      | Tomasz Kasperczyk   | Volkswagen Polo GTI R5 | 8:40,2   | Tomasz Kasperczyk |             |
| OS2        | Lubenia 1     | 17,45 km      | Grzegorz Grzyb      | Škoda Fabia Rally2 evo | 9:52,0   | Grzegorz Grzyb    |             |
| OS3        | Pstrągowa 2   | 15,60 km      | Jari Huttunen       | Hyundai i20 R5         | 8:25,0   | Grzegorz Grzyb    |             |
| OS4        | Lubenia 1     | 17,45 km      | Jari Huttunen       | Hyundai i20 R5         | 9:47,7   | Jari Huttunen     |             |
| OS5        | Rzeszów       | 1,50 km       | Łukasz Byśkiniewicz | Hyundai i20 R5         | 1:13,5   | Grzegorz Grzyb    |             |
| 8 sierpnia |               |               |                     |                        |          | Grzegorz Grzyb    |             |
| OS6        | Zawadka 1     | 18,53 km      | Jari Huttunen       | Hyundai i20 R5         | 9:48,2   | Grzegorz Grzyb    |             |
| OS7        | Zagorzyce 1   | 14,22 km      | Marcin Słobodzian   | Hyundai i20 R5         | 8:08,4   | Grzegorz Grzyb    |             |
| OS8        | Zawadka 2     | 18,53 km      | Jari Huttunen       | Hyundai i20 R5         | 9:31,1   | Jari Huttunen     |             |
| OS9        | Zagorzyce 2   | 14,22 km      | Tomasz Kasperczyk   | Volkswagen Polo GTI R5 | 7:59,2   | Jari Huttunen     |             |

### Power Stage – OS9[4]
| Miejsce | Kierowca          | Pilot            | Samochód               | Czas/strata | Punkty |
| ------- | ----------------- | ---------------- | ---------------------- | ----------- | ------ |
| 1       | Tomasz Kasperczyk | Damian Syty      | Volkswagen Polo GTI R5 | 7:59,2      | 5      |
| 2       | Jari Huttunen     | Mikko Lukka      | Hyundai i20 R5         | +1,0        | 4      |
| 3       | Grzegorz Grzyb    | Michał Poradzisz | Škoda Fabia Rally2 evo | +2,2        | 3      |
| 4       | Kacper Wróblewski | Jakub Wróbel     | Volkswagen Polo GTI R5 | +4,5        | 2      |
| 5       | Marcin Słobodzian | Robert Hundla    | Hyundai i20 R5         | +5,8        | 1      |

## Wyniki końcowe rajdu[5]
W klasyfikacji generalnej dodatkowe punkty przyznawane są za odcinek Power Stage.
| Miejsce | Kierowca             | Pilot               | Samochód                   | Czas      | Strata   | Grupa Klasa | Punkty |     |
| ------- | -------------------- | ------------------- | -------------------------- | --------- | -------- | ----------- | ------ | --- |
| 1       | Jari Huttunen        | Mikko Lukka         | Hyundai i20 R5             | 1:13:50,7 | –        | 2           | 30+4   |     |
| 2       | Grzegorz Grzyb       | Michał Poradzisz    | Škoda Fabia Rally2 evo     | 1:13:59,3 | +8,6     | 2           | 24+3   |     |
| 3       | Marcin Słobodzian    | Robert Hundla       | Hyundai i20 R5             | 1:14:44,4 | +53,7    | 2           | 21+1   |     |
| 4       | Martin Koči          | Imrich Ferencz      | Škoda Fabia Rally2 evo     | 1:15:29,5 | +1:38,8  | 2           | *      |     |
| 5       | Łukasz Byśkiniewicz  | Zbigniew Cieślar    | Hyundai i20 R5             | 1:15:42,6 | +1:51,9  | 2           | 19     |     |
| 6       | Łukasz Kotarba       | Tomasz Kotarba      | Citroën C3 R5              | 1:16:43,5 | +2:52,8  | 2           | 17     |     |
| 7       | Jarosław Szeja       | Marcin Szeja        | Subaru Impreza STi R4      | 1:20:23,7 | +6:33,0  | Open 4WD    | 15     |     |
| 8       | Michał Pryczek       | Jacek Pryczek       | Subaru Impreza 555         | 1:21:24,5 | +7:33,8  | HR2         | 13     |     |
| 9       | Marek Nowak          | Adam Grzelka        | Ford Fiesta R5             | 1:21:36,2 | +7:45,5  | 2           | 11     |     |
| 10      | Tomáš Ondrej         | Jakub Slovák        | Mitsubishi Lancer Evo IX   | 1:21:49,1 | +7:58,4  | 3S          | *      |     |
| 11      | Szymon Cieślak       | Paweł Pochroń       | Peugeot 208 R2 4           | 1:23:01,5 | +9:10,8  | 4           | 9      |     |
| 12      | Igor Drotár          | Matúš Lejko         | Škoda Fabia R5             | 1:23:17,5 | +9:26,8  | 2           | *      |     |
| 13      | Maciej Lubiak        | Tomasz Borko        | Peugeot 208 R2             | 1:23:44,2 | +9:53,5  | 4/6         | 7      |     |
| 14      | Tomasz Terlikowski   | Dariusz Burkat      | Ford Fiesta Proto          | 1:24:19,4 | +10:28,7 | Open 4WD/11 | 5      |     |
| 15      | Radosław Typa        | Szymon Gospodarczyk | Peugeot 208 R2             | 1:24:43,9 | +10:53,2 | 4           | 4      |     |
| 16      | Jacek Polok          | Ryszard Ciupka      | Ford Fiesta Rally4         | 1:25:09,3 | +11:18,6 | 4/6         | 3      |     |
| 17      | Krzysztof Brzozowski | Wojciech Zdrojewski | Mitsubishi Lancer Evo X R4 | 1:25:55,3 | +12:04,6 | Open 4WD    | 2      |     |
| 18      | Grzegorz Bonder      | Jakub Gerber        | Peugeot 208 R2             | 1:26:06,9 | +12:16,2 | 4/6         | 1      |     |
| ...     | ...                  | ...                 | ...                        | ...       | ...      | ...         | ...    | ... |
| 21      | Kacper Wróblewski    | Jakub Wróbel        | Volkswagen Polo GTI R5     | 1:26:50,7 | +13:00,0 | 2           | 0+2    |     |
| 53      | Tomasz Kasperczyk    | Damian Syty         | Volkswagen Polo GTI R5     | 1:53:41,4 | +39:50,7 | 2           | 0+5    |     |

1. 1 2 3  Nieliczony w klasyfikacji RSMP

## Klasyfikacja kierowców RSMP po 1. rundzie
Punkty otrzymuje 15 pierwszych zawodników, którzy ukończą rajd według klucza:
| Miejsce | 1  | 2  | 3  | 4  | 5  | 6  | 7  | 8  | 9 | 10 | 11 | 12 | 13 | 14 | 15 |
| Punkty  | 30 | 24 | 21 | 19 | 17 | 15 | 13 | 11 | 9 | 7  | 5  | 4  | 3  | 2  | 1  |

Dodatkowe punkty zawodnicy zdobywają za ostatni odcinek specjalny zwany Power Stage, punktowany: za zwycięstwo – 5, drugie miejsce – 4, trzecie – 3, czwarte – 2 i piąte – 1 punkt.
| Miejsce | 1 | 2 | 3 | 4 | 5 |
| Punkty  | 5 | 4 | 3 | 2 | 1 |

W tabeli uwzględniono miejsce, które zajął zawodnik w poszczególnym rajdzie, a w indeksie górnym umieszczono miejsce uzyskane na ostatnim odcinku specjalnym tzw. Power Stage.
| Poz. | Kierowca             | Rzeszowski | Śląska | Świdnicki | Koszyc | Suma punktów |
| ---- | -------------------- | ---------- | ------ | --------- | ------ | ------------ |
| 1    | Jari Huttunen        | 12         |        |           |        | 34           |
| 2    | Grzegorz Grzyb       | 23         |        |           |        | 27           |
| 3    | Marcin Słobodzian    | 35         |        |           |        | 22           |
| 4    | Łukasz Byśkiniewicz  | 4          |        |           |        | 19           |
| 5    | Łukasz Kotarba       | 5          |        |           |        | 17           |
| 6    | Jarosław Szeja       | 6          |        |           |        | 15           |
| 7    | Michał Pryczek       | 7          |        |           |        | 13           |
| 8    | Marek Nowak          | 8          |        |           |        | 11           |
| 9    | Szymon Cieślak       | 9          |        |           |        | 9            |
| 10   | Maciej Lubiak        | 10         |        |           |        | 7            |
| 11   | Tomasz Terlikowski   | 11         |        |           |        | 5            |
| 12   | Tomasz Kasperczyk    | 451        |        |           |        | 5            |
| 13   | Radosław Typa        | 12         |        |           |        | 4            |
| 14   | Jacek Polok          | 13         |        |           |        | 3            |
| 15   | Krzysztof Brzozowski | 14         |        |           |        | 2            |
| 16   | Kacper Wróblewski    | 184        |        |           |        | 2            |
| 17   | Grzegorz Bonder      | 15         |        |           |        | 1            |
| Poz. | Kierowca             | Rzeszowski | Śląska | Świdnicki | Koszyc | Suma punktów |

| Kolor     | Opis                   |
| --------- | ---------------------- |
| Złoty     | Zwycięzca              |
| Srebrny   | 2. miejsce             |
| Brązowy   | 3. miejsce             |
| Zielony   | Punktowane miejsce     |
| Niebieski | Ukończył nie punktował |
| Fioletowy | Nie ukończył NU        |
| Czarny    | Wykluczony X           |
| Biały     | Nie wystartował NW     |
| Puste     | Nie brał udziału       |